# New York City (tranh)
New York City là một bức tranh sơn dầu của họa sĩ trừu tượng người Hà Lan Piet Mondrian, hoàn thành năm 1942. Tác phẩm được trưng bày trong bảo tàng Musée National d'Art Moderne tại Trung tâm Pompidou ở Paris, Pháp.
Một phiên bản thể nghiệm của tác phẩm – với những dải băng màu đan vuông góc với nhau, đặt tên là New York City I – được triển lãm tại Kunstsammlung Nordrhein-Westfalen ở Düsseldorf, Đức. Vào năm 2022, người ta phát hiện ra rằng họa phẩm này bị treo ngược suốt thời gian dài. Để tránh làm hỏng bức tranh, hướng của nó đã không được chỉnh lại.

## New York City I
Tờ The Guardian cho biết bức tranh được trưng bày lần đầu tại Bảo tàng Nghệ thuật Hiện đại (MoMA) ở Thành phố New York vào năm 1945, trong khi Viện Lịch sử Nghệ thuật Hà Lan ghi nhận không có hồ sơ nào về một cuộc triển lãm tại MoMA, và nói rằng tác phẩm trưng bày đầu tiên năm 1946 ở Phòng trưng bày Valentine, Thành phố New York khoảng ba tuần. New York City I thuộc khối tài sản của Piet Mondrian ở Thành phố New York cho đến khi tranh được chuyển đến phòng trưng bày Sidney Janis trong nội đô vào năm 1958. Bức tranh từng nằm tại Galerie Beyeler ở Basel, Thụy Sĩ một thời gian ngắn vào 1980, trước khi được mua lại bởi Kunstsammlung Nordrhein-Westfalen vào cuối cùng năm.
Tháng 10 năm 2022, nhà giám tuyển mỹ thuật Susanne Meyer-Büser đã lên tiếng khi phát hiện bức tranh bị trưng bày lộn ngược tại Kunstsammlung Nordrhein-Westfalen trong suốt nhiều thập kỷ. Bản hoàn chỉnh của New York City I có một nhóm những đường kẻ dày đặc ở trên cùng của bức tranh, được cho là tượng trưng cho bầu trời, trong khi những đường kẻ đó trong New York City I lại nằm ở dưới cùng. Một hình chụp của tác phẩm trong xưởng vẽ họa sĩ Mondrian cũng cho thấy bức tranh được đặt theo hướng với các đường nét dày đặc hơn ở phía trên. Trước đó khoảng một năm, họa sĩ người Ý Francesco Visalli từng viết thư cho bảo tàng, khẳng định hướng đặt của bức tranh bị sai. Có ý kiến phỏng đoán rằng việc thiếu chữ ký trên vải canvas là lý do góp phần gây ra sự nhầm lẫn. Mondrian đã không ký tên vào tác phẩm, có thể vì tranh chưa hoàn thành.
Sau khi vấn đề bị phát hiện, một số nhà giám tuyển nhận định lỗi này khá rõ ràng. Bất chấp lỗi sai được chỉ ra, phía bảo tàng vẫn quyết định giữ nguyên bức tranh theo hướng lộn ngược do tình trạng của tác phẩm. Người ta lo ngại rằng việc lật ngược lại tranh sẽ khiến tranh bị hư hỏng bởi các dây băng dính đã không còn kết dính và có một số dây băng rất lỏng và mỏng manh.